# Ludwig von Winterfeld (General)
Ludwig Wilhelm Theodor von Winterfeld (* 15. März 1798 in Stettin; †  25. Juni 1889 in Potsdam) war ein preußischer Generalmajor im Ingenieurskorps und Mitglied der Studienkommission für Divisionsschulen.

## Leben

### Herkunft
Seine Eltern waren Ludwig Georg Albrecht von Winterfeld (1746–1806) und dessen Ehefrau Charlotte Frederike, geborene Friese († 1810) aus Stettin. Der Vater war Hauptmann a. D. und arbeitete als Lizenzinspektor bei der Seehandlung in Stettin. Nach dem Tod ihres Mannes heiratete seine Mutter den Stettiner Stadtrat Friederici († 1836), der sich nach dem Tod der Mutter weiter um die Kinder kümmerte.

### Militärkarriere
Winterfeld besuchte für einige Zeit das Gymnasium in Stettin und trat 1814 als Pionier in preußische Dienste. Während der Befreiungskriege wurde er 1814/15 zu Ausbildungszwecken an die Artillerie- und Ingenieur-Schule kommandiert. Bis zum 20. April 1816 avancierte er zum Sekondeleutnant und war der 1. Ingenieur-Brigade aggregiert. Am 11. November 1816 wurde er zur 3. Ingenieur-Brigade versetzt und kam als Adjutant zur 8. Pionier-Abteilung in die Festung Luxemburg. Am 1. Dezember 1817 kam er als 2. Adjutant in die 3. Ingenieurs-Inspektion und am 1. Juni 1821 zu Fortifikationsdiensten in die Festung Koblenz. Am 27. April 1822 wurde er zum Premierleutnant befördert. Am 25. Juni 1827 wurde er zum Dienst in die Festung Wesel versetzt und am 22. Februar 1828 nach Danzig geschickt. Dort kam er am 25. Juni 1829 zur 1. Ingenieur-Inspektion, am 1. Januar 1833 wurde er in die 2. Pionier-Abteilung versetzt. Am 27. Juni 1833 wurde er mit der Führung der 1. Kompanie der 2. Pionier-Abteilung in Stettin beauftragt, am 30. Mai 1834 wurde er als Hauptmann II. Klasse bestätigt. 
Am 12. Mai 1842 beauftragte man ihn mit der Wahrnehmung der Geschäfte als Garnisonsbaudirektor des I. Armee-Korps in Königsberg und am 16. Januar 1844 folgte seine Ernennung zum Direktor. In dieser Eigenschaft wurde er am 18. März 1844 zum Hauptmann 1. Klasse befördert. Am 29. August 1846 wurde er in die Artillerie- und Ingenieurs-Schule nach Berlin versetzt. Am 18. Februar 1847 wurde er zum Major im Stab der Ingenieurkorps ernannt. Am 14. November 1850 kam er als Ingenieuroffizier vom Platz in die Festung Magdeburg und am 22. März 1853 zum Oberstleutnant befördert. Daran schloss sich ab dem 21. März 1854 eine Verwendung als Inspekteur zur 4. Festungsinspektion an. Am 12. Juli 1855 wurde er zum Oberst befördert und am 7. März 1857 kam er als Inspekteur zur 1. Pionier-Inspektion. Am 4. April 1857 wurde er zum Mitglied der Prüfungskommission für Hauptleute und zum Premierleutnant des Ingenieurskorps ernannt. Für seine kriegswissenschaftlichen Leistungen wurde Winterfeld am 24. Oktober 1857 der Orden der Heiligen Anna II. Klasse verliehen. Am 22. November 1858 erfolgte die Beförderung zum Generalmajor, allerdings ohne das Gehalt. Zeitgleich fungierte er ab dem 9. Dezember 1858 auch als Mitglied der Studienkommission für Divisionsschulen und später auch der Kriegsschulen. Am 3. Oktober 1859 erhielt Winterfeld den Roten Adlerorden II. Klasse mit Eichenlaub, am 6. Juni 1861 bekam er nun auch ein Gehalt nach seinem Dienstgrad, aber schon am 25. August 1861 wurde er als Brigadekommandeur mit Pension zur Disposition gestellt. Er blieb weiterhin Mitglied der Studienkommission der Kriegsschulen. Von dieser Stellung wurde Winterfeld erst am 29. April 1862 entbunden. 
Ab 1870 engagierte es sich als stellvertretender Präsident der Nationaldank-Stiftung für Veteranen. Er starb am 25. Juni 1881 in Potsdam.
In einer Beurteilung durch den General Brese aus dem Jahr 1847 heißt es: „Das Zeugnis der Schuldirektion der Artillerie- und Ingenieurschule lautet dahin, dass der Major von Winterfeld bei guten Kenntnissen und Lehrgaben den Unterricht in der Fortifikation mit großem Eifer und daher auch mit zufriedenstellendem Erfolge abgehalten hat und daß sein Benehmen von sehr gediegenem und dabei energischen Charakter zeige. In Übereinstimmung und diesem Urteil wurde nur noch bemerkt, daß dieser sehr befähigte und kenntnisreiche, in beiden Hauptzweigen des Ingenieurdiensts gleich tüchtig ausgebildete Stabsoffizier zu den vorzüglichsten Mitgliedern des Korps gerechnet werden darf. In praktischen Bauwesen, als Kompaniekommandeur und als Garnisons-Baudirektor hat er überall den Anforderungen des Dienstes vollkommen entsprochen. Seine Qualifikation zur dereinstigen Bekleidung höherer Chargen dürfte hiernach keinem Zweifel unterliegen.“

### Familie
Winterfeld heiratete am 15. September 1834 in Königsberg Dorothea von Perbandt (1816–1903), eine Tochter des Generalmajors Ernst von Perbandt. Das Paar hatte mehrere Kinder:
- Frederike Adelheid Laura (1835–1845)
- Laura Johanne Ernestine (* 1837)
- Adelheid Marie Johanne (1839–1898) ⚭ 1865 Emil von Scherer († 1871), Schweizer Oberst und Gutsbesitzer von Champ de Ban und anderen
- Ernst Ludwig Albrecht (1841–1896) ⚭ Hedwig von Winterfeld (1849–1912)
- Rose Dore Luise (* 1843)
- Friedrich Wilhelm Eduard (1849–1891), Major a. D. ⚭ Elisabeth Korn-Rudelsdorf (1860–1945) aus dem Hause Rudelsdorf
- Ludwig Gebhard Theodor (1853–1904), Oberst ⚭ 1878 Cäcilie Krüger (1859–1926), Eltern der Historikerin Luise von Winterfeld